# Sobór Trójcy Świętej we Wiaźmie

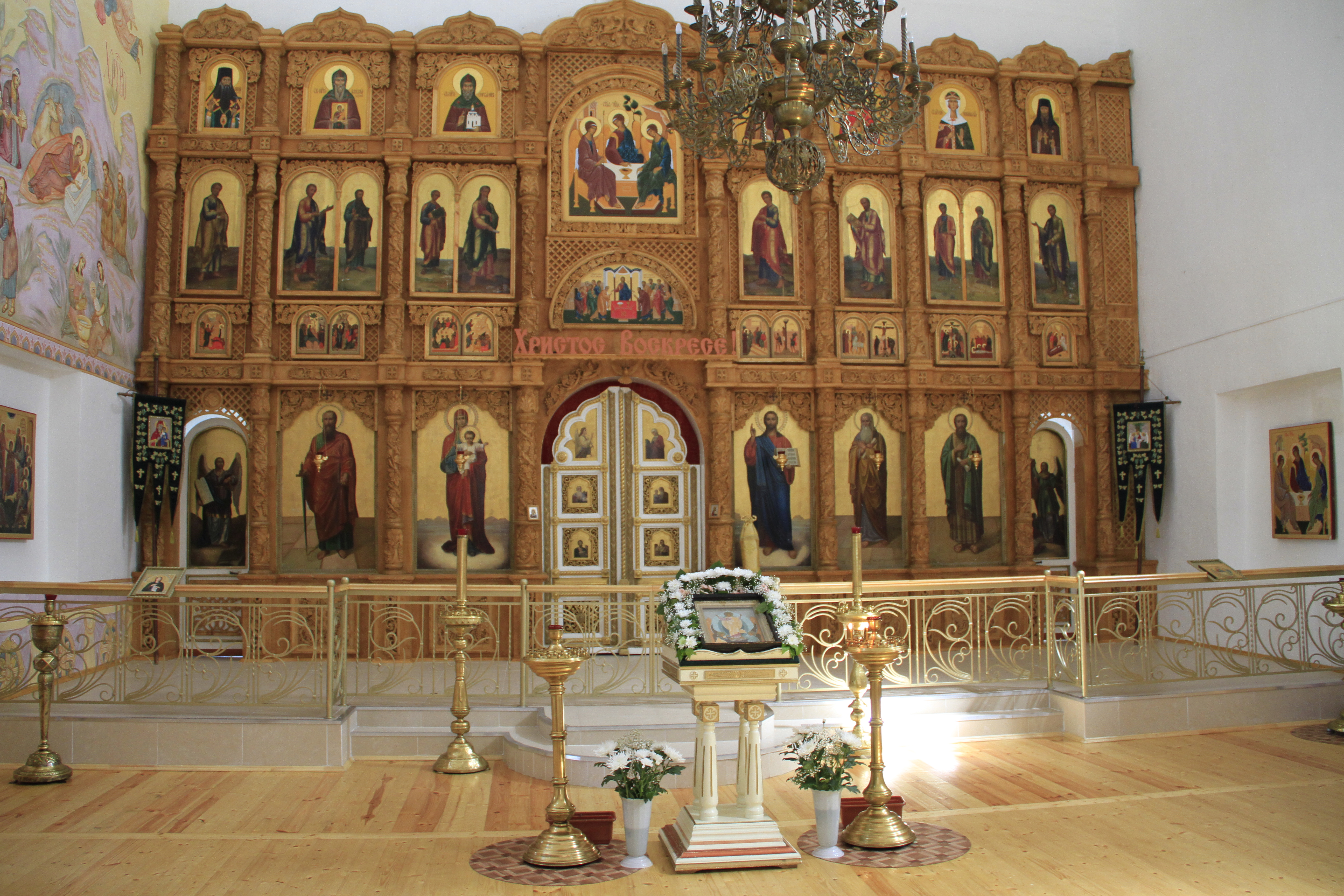
Wnętrze soboru

Sobór Trójcy Świętej – prawosławny sobór we Wiaźmie, katedra eparchii wiaziemskiej Rosyjskiego Kościoła Prawosławnego.

## Historia
Sobór znajduje się w historycznym centrum miasta, na Wzgórzu Soborowym, na miejscu średniowiecznego grodziska. Pierwsza cerkiew na tym miejscu powstała  przed 1015. Była to świątynia drewniana, której patronem był św. Mikołaj. W 1239, gdy Wiaźma stała się centrum udzielnego księstwa, uzyskała status soboru. W 1409 pochowano w nim księcia wiaziemskiego Symeona, zamordowanego przez księcia smoleńskiego Jerzego. Status soboru obiekt zachował także po tym, gdy księstwo wiaziemskie przestało istnieć. W 1514, po zdobyciu Smoleńska, na nabożeństwie dziękczynnym modlił się w nim wielki książę Wasyl III. W 1565 Iwan IV Groźny przekazał duchowieństwu soboru synodyk z imionami osób, które zostały stracone z jego rozkazu, z polecenie wznoszenia za nich modlitwy.
W końcu XVI w. sobór św. Mikołaja był już poważnie zniszczony i z polecenia Borysa Godunowa został rozebrany. Na jego miejscu wzniesiono nowy sobór, pod tym samym wezwaniem, z trzema bocznymi ołtarzami Trzech Świętych Hierarchów, św. Sergiusza z Radoneża i Narodzenia Pańskiego. W 1610 sobór został zniszczony przez wojska polskie. Po zakończeniu Wielkiej Smuty car Michał I polecił odnowić obiekt i poświęcić go ponownie, zmieniając patrona na Trójcę Świętą, której wspomnienie przypadało w dniu podpisania pokoju w Polanowie. W 1654 car z rodziną, w towarzystwie patriarchy moskiewskiego i całej Rusi Nikona, osobiście odwiedził świątynię. Dla upamiętnienia tego wydarzenia dwadzieścia lat później władca przekazał fundusze na budowę nowego murowanego soboru, wzniesionego w latach 1674–1676.
W 1773 sobór został rozbudowany o ołtarz boczny Iwerskiej Ikony Matki Bożej, której przypisywano ocalenie Wiaźmy przed zarazą. Jego fundatorem był kupiec Awksientij Fatow, zaś kopię ikony sprowadzili do świątyń w 1765 bracia Kałasznikow, również zajmujący się handlem.
Sobór został zniszczony podczas wojny rosyjsko-francuskiej w 1812. W tej części obiektu, która nie uległa spaleniu, wojska francuskie urządziły magazyn. W latach 1813–1815 świątynia została odbudowana z funduszy wydzielonych przez Świątobliwy Synod Rządzący. W 1836 dzwonnica soboru zawaliła się i nie została odbudowana; z pozostałych po niej cegieł wzniesiono kaplicę przy Moście Smoleńskim. W latach 1847–1849 z funduszy ofiarowanych przez kupca Piotra Sabielnikowa do świątyni dostawiono boczny ołtarz Świętych Borysa i Gleba, zaś rok później w miejsce zniszczonej dzwonnicy wzniesiono nową.
W Związku Radzieckim cerkiew poniosła poważne straty – w czasie kampanii konfiskaty majątku ruchomego Rosyjskiego Kościoła Prawosławnego wyniesiono z niej srebrne koszulki z ikon, cenne elementy wyposażenia. Siedem lat później sobór zamknięto, a przechowywane w niej do tej pory przedmioty zostały zniszczone. Władze zgodziły się na ponowne otwarcie obiektu w końcu 1941. Sobór był remontowany w latach 1974–1977 oraz 1982–2000.